# 蹶張弩
蹶張弩，同時利用臂，足或膝之力張弓的弩。戰國晚期出現，甚行於漢代。韓、魏的十二石弩（射六百步）等即為此種。
這些弩因為必須使用更強的力量才能張開，就要求弩機更堅固，開始在弩機外加裝銅郭強化機糟。這一時期弩在戰爭中運用的更普遍，如：韓國的精兵就被稱為「披堅甲，持勁督」（弩的一種叫法）；魏選武卒，考核的要求之一就是要能夠挽十二石弩。

## 記載
- 《戰國策·韓策一》：「天下强弓勁弩，皆自韓出，溪子、少府、時力、距來，皆射六百步外。韓卒超足而射，百發不暇至……以韓卒之勇，扳堅甲，跨勁弩，帶利劍，一人當百，不足言也。」

## 外部連結
- 中國古代兵器擇錄